# Tumulus d'Assens
Le tumulus d'Assens est situé dans le Bois aux Allemands sur le territoire de la commune d'Assens à 1 kilomètre à l'est du village du même nom, dans le canton de Vaud en Suisse.

## Histoire

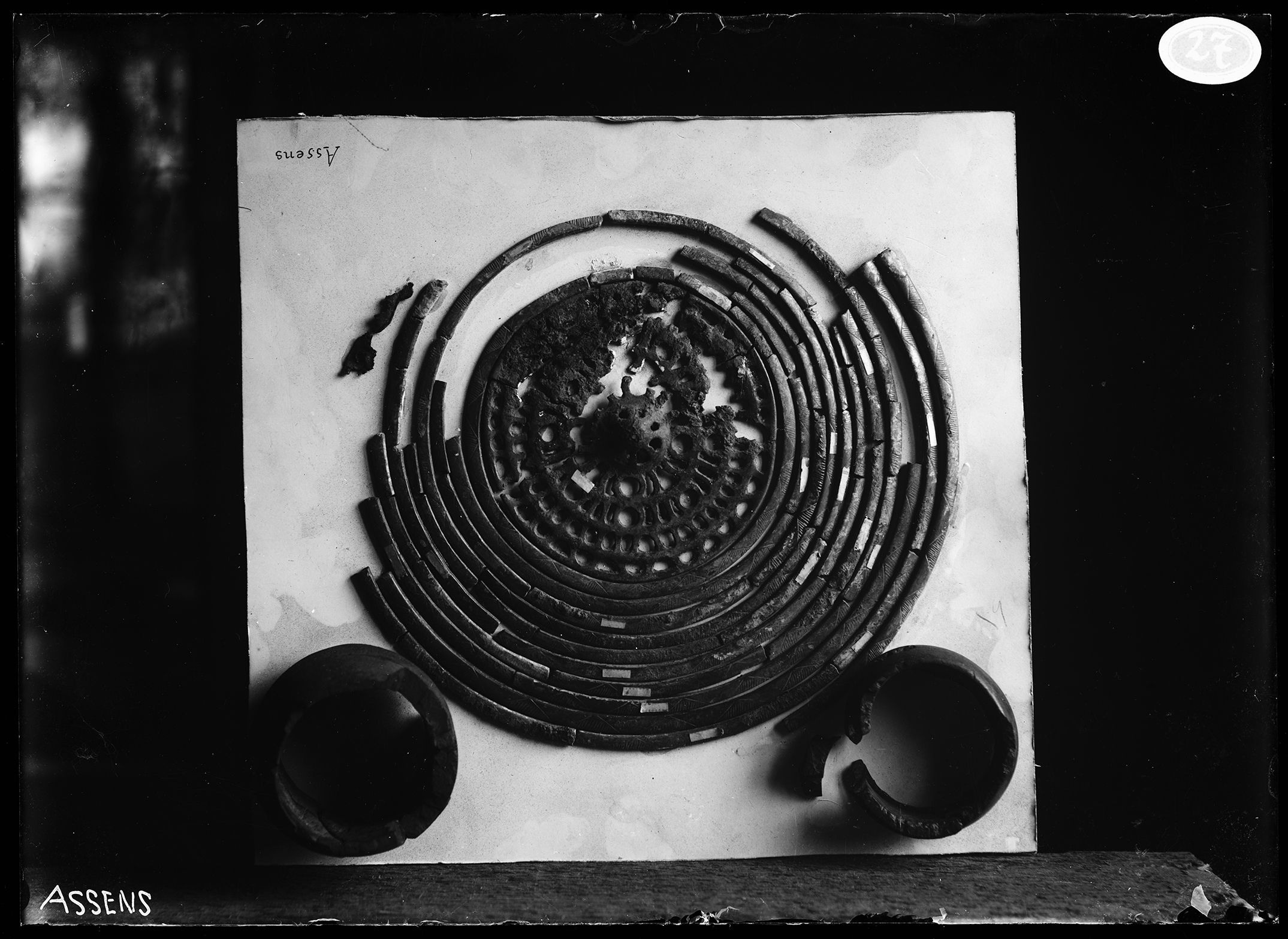
Objets provenant du tumulus d'Assens, Archives cantonales vaudoises (ACV, AMH C 27)

Ce tumulus date du premier âge de fer (vers 600 avant Jésus-Christ). Ce site est connu depuis le XIXe siècle ; en 1901 il est classé monument historique du canton de Vaud. Au début du XXe siècle, il est l'objet de fouilles sous la direction de l'archéologue cantonal, Albert Naef. Il s'agit de la sépulture d'une dame de haut rang incinérée. Lors des fouilles, diverses parures sont trouvées avec les restes de cette femme.
Aujourd'hui un monticule de terre marque l'endroit ou se trouvait cette sépulture. S'y trouve une pierre gravée rappelant les fouilles. L'inscription « Tumulus ouvert le 23.VII.1901. E.C. » évoque la date de début des fouilles, les initiales E.C. sont relatives à Ernest Chambettaz, habitant du village qui participa aux fouilles.
Une deuxième personne a été enterrée au sommet du monticule vers 450 avant Jésus-Christ. Le tumulus fait 19 mètres de diamètre.
Le tumulus est actuellement classé comme bien culturel d'importance régionale.
En 2008, le tumulus a été restauré et un panneau d'information a été installé aux alentours.

### Sources
- Le tumulus d'Assens sur le site de la commune d'Assens.